# 小林重直
小林 重直（こばやし しげなお）は、戦国時代の武将。徳川家康の家臣。

## 略歴
父重正は松平氏譜代の家臣で、自身も徳川家康の小姓として出仕する。永禄5年（1562年）小坂井の戦いでの撤退戦、永禄6年（1563年）土呂一揆鎮圧などで武功を立てた。永禄12年（1569年）掛川城攻めにも従軍するがここで戦傷し、癒えぬままに同年の堀川城攻めに従い、敵と戦って討死した。その際、近くにいた本多忠勝の自らの脇差を与えたという。その脇差は後に小林氏を継いだ弟の正次に与えられた。家康もこの死を惜しみ、その遺骸を水野清久に命じて高野山で葬らせている。